# Tianhong (köpinghuvudort i Kina, Jiangxi Sheng, lat 29,68, long 116,44)
Tianhong är en köpinghuvudort i Kina. Den ligger i provinsen Jiangxi, i den sydöstra delen av landet, omkring 120 kilometer nordost om provinshuvudstaden Nanchang. Antalet invånare är 15 974. Befolkningen består av 7 652 kvinnor och 8 322 män. Barn under 15 år utgör 21,0 %, vuxna 15-64 år 72 %, och äldre över 65 år 6,0 %.
Runt Tianhong är det tätbefolkat, med 530 invånare per kvadratkilometer. Närmaste större samhälle är Yangzi, 16,7 km öster om Tianhong. I omgivningarna runt Tianhong växer i huvudsak blandskog.
Genomsnittlig årsnederbörd är 2 094 millimeter. Den regnigaste månaden är maj, med i genomsnitt 371 mm nederbörd, och den torraste är januari, med 69 mm nederbörd.